# Exmouth (Schiff, 1934)
Die Exmouth, auch HMS Exmouth (Kennung: H02) war der für die Zerstörer der E-Klasse der britischen Royal Navy gebaute Flottillenführer.
Das im Zweiten Weltkrieg mit der Battle Honour „Atlantic 1939“ ausgezeichnete Schiff wurde am 21. Januar 1940 durch U 22 torpediert und sank auf 58° 18′ N, 2° 25′ W mit seiner gesamten Besatzung. 189 Mann verloren beim Untergang des Flottillenführers ihr Leben.

## Geschichte des Schiffs
Der Auftrag für den Flottillenführer der E-Klasse ging an die Marinewerft in Portsmouth. Diese Werft hatte mit den Zerstörern Crusader und Comet 1930 als erste Staatswerft überhaupt Neubauaufträge für Zerstörer erhalten. 1931 war mit dem Führungszerstörer Duncan noch ein weiterer Auftrag gefolgt. Die Kiellegung der Exmouth erfolgte am 5. Mai 1933 im Trockendock No 8, wo das Schiff am 30. Januar 1934 aufschwam und am folgenden Tag getauft wurde. In Dienst gestellt wurde das dritte Schiff dieses Namens in der Geschichte der Royal Navy am 9. November 1934. Sie war der letzte Zerstörer-Neubau der Werft.

Namensgeber des Flottillenführers war der Admiral Edward Pellew, 1. Viscount Exmouth (1757–1833). Zuvor hatte einen Linienschiff der Duncan-Klasse seinen Namen von 1901 bis 1920 geführt.

### Technische Beschreibung
Die Exmouth war der fünfte Flottillenführer des Neubauprogramms. Nur der erste, die 1930 fertiggestellte Codrington für die A-Klasse, war mit 104,5 m sechs Meter länger als die dazugehörigen Zerstörer und hatte ein fünftes Hauptgeschütz. Die folgenden Flottillenführer Keith, Kempenfelt und die ebenfalls in Portsmouth gebaute Duncan unterschiedenen sich im Schiffsrumpf nicht von den Zerstörern der von ihnen geführten Flottillen. In der artilleristischen Bewaffnung unterschieden sie sich auch nicht von den Schiffen ihrer Flottillen, sondern allenfalls im Umfang der Ausrüstung zur U-Boot- oder Minenbekämpfung. Hauptunterschied war der Umfang der Aufbauten, der Platz für den zusätzlichen Flottillenstab schaffen musste. 

Bei der Exmouth und den folgenden Leadern ging man von dieser Praxis wieder ab. Sie wurden wieder länger und verfügten über fünf Hauptgeschütze. So hatte die Exmouth eine Länge von 343 Fuß (ft) (104,5 m) über alles wie die Codrington sowie eine Breite 33,75 ft (10,3 m) und einen Tiefgang von 12,5 ft (3,8 m). Sie war damit 4,2 m länger und 0,5 ft breiter und hatte denselben Tiefgang wie die zugehörigen Zerstörer. Die Maschinenanlage war mit 38.000 PS etwas stärker, um die gleiche Höchstgeschwindigkeit zu erzielen. Der Treibstoffvorrat von 470 tn. l. entsprach dem der Zerstörer und ermöglichte bei einer Marschgeschwindigkeit von 15 kn denselben Fahrbereich von 6350 Seemeilen. Mit 1495 ts Standard und 2049 ts maximal war die Verdrängung des Flottillenführers größer als die der Standardzerstörer mit 1405 ts bzw. 1940 ts.
Bei der Bewaffnung gab es nur den Unterschied des zusätzlichen Hauptgeschützes, das auf einer Plattform zwischen den Schornsteinen aufgestellt wurde. Der Flottillenführer verfügte über fünf einzelne 4,7-Zoll-(120-mm)-L/45-Mk.IX-Kanonen. Dazu zur Flugzeugabwehr zwei Vierlings-Vickers-0,5-Zoll-Mk.III-Maschinengewehre, sowie 2 Vierlings-Torpedorohrsätze für 21-Zoll-(533-mm)-Torpedos. Für die U-Bootabwehr hatte er auch eine Abwurfschiene und zwei Werfer für Wasserbomben. Der Vorrat von ursprünglich 20 Wasserbomben wurde kurz nach dem Kriegsbeginn auf 35 erhöht.
Die Besatzung des Schiffes bestand im Frieden aus 175 Mann, also 30 mehr als auf den Zerstörern der Flottille.

### Einsatzgeschichte
Zusammen mit den zugehörigen Zerstörern ersetzte Exmouth in der der Home Fleet zugeordneten 5. Zerstörerflottille ab Herbst 1934 den Flottillenführer Wallace und acht Zerstörer der V- und W-Klasse. Die Flottille begleitete von Januar bis März 1935 die Westindien-Fahrt der Home Fleet. Wegen der Abessinien-Krise war die Flottille vom September 1935 bis zum März 1936 zur Mediterranean Fleet abgeordnet. Während des Spanischen Bürgerkriegs kamen die Einheiten der 5. Flottille bei den sogenannten Neutralitätspatrouillen zum Einsatz, um die Beschlüsse des Komitees für Nichteinmischung in die Angelegenheiten Spaniens durchzusetzen.
Am 22. Oktober 1936 verließ die Exmouth Bilbao mit dem Vorsitzenden und weiteren Mitgliedern der Baskischen Nationalistischen Partei (EAJ-PNV), um sie vor Francos Truppen ins Exil zu bringen. Der letzte Einsatz des Schiffes vor Spanien endete im März 1939. Danach wurde das Schiff für Trainings- und lokale Aufgaben in Portsmouth eingesetzt.

Kurz vor dem Beginn des Zweiten Weltkrieges wurden die Einheiten der E-Klasse von den neu zulaufenden Zerstörern der K-Klasse ersetzt.
Nach dem Kriegsbeginn war das Schiff als Führungsschiff der schon im August aufgestellten 12. Zerstörerflottille mit sechs Zerstörern der E-Klasse wieder zusammen mit der Home Fleet eingesetzt, zum Beispiel beim Vorstoß der deutschen Schlachtschiffe Scharnhorst und Gneisenau in die Shetland-Färöer-Island-Enge im November 1939. Die Exmouth sicherte mit Echo und Eclipse einen Vorstoß des Schlachtkreuzers Hood in den Atlantik südlich von Irland, der im Zusammenwirken mit der französischen Atlantikflotte um das Schlachtschiff Dunkerque deutsche Schiffe bei einem möglichen Ausbruch in den Atlantik südlich Island abfangen und nach deutschen Handelsstörern suchen sollte.

### Das Ende derExmouth
Diese Einsätze wechselten sich mit Geleitaufgaben an der britischen Ostküste und zwischen Großbritannien und Norwegen ab. Bei einem solchen Geleit wurde Exmouth durch einen Torpedo des deutschen U-Boots U 22 am 21. Januar 1940 bei Wick, Caithness, im Moray Firth versenkt. Der Torpedo traf direkt in Höhe des vorderen Magazins, das sofort explodierte. Das begleitete Handelsschiff Cyprian Prince (1998 BRT, Bj. 1937) wurde vom U-Boot nicht getroffen und setzte seine Fahrt ohne zu stoppen fort. Die gesamte Besatzung der Exmouth von 189 Mann kam bei dem Untergang ums Leben.
Das Wrack wurde erst im Jahre 2001 nach einer längeren Suche gefunden. Es steht als anerkannte Kriegsgräberstätte unter besonderem gesetzlichen Schutz.